# Fred Hergovich
Fred Hergovich (* 20. September 1960 in Wien) ist ein österreichischer Autor und Journalist, der Gedichte und Essays auf Deutsch und Burgenland-Kroatisch schreibt.

## Leben
Fred Hergovich wurde in Wien geboren und wuchs in Frakanava-Frankenau auf. Er lebt in Sankt Margarethen im Burgenland und arbeitete bis 31. Dezember 2020 in der Kroatischen Redaktion des ORF, Landesstudio Burgenland, in Eisenstadt. Zugleich leitete er auch die Volksgruppenredaktion.

## Werke
- Staubsaugen / Deutsche und kroatische Gedichte, kanica Verlag, Eisenstadt 1988, ISBN 3-900874-02-6.
- Kurti telefoniert / Hörspiel, ORF Burgenland 1987